# Finsterhennen
Finsterhennen är en ort och kommun i distriktet Seeland i kantonen Bern, Schweiz. Kommunen har 564 invånare (2023).